# Дішинген
Дішинген (нім. Dischingen) — громада в Німеччині, знаходиться в землі Баден-Вюртемберг. Підпорядковується адміністративному округу Штутгарт. Входить до складу району Гайденгайм.
Площа — 78,06 км2. Населення становить 4376 ос. (станом на 31 грудня 2020).